# Ведышев, Михаил Васильевич
Ми́хаил Васи́льевич Ве́дышев (27 июня 1955, Балашовский район, Балашовская область — 22 августа 2019, Москва) — советский и российский режиссёр, художник, сценарист, прозаик.  Почётный кинематографист России  (1996).

## Биография
Родился 27 июня 1955 года в селе Алмазово (ныне Балашовский район, Саратовская область). Отец — Василий Власович Ведышев, офицер; мать — Анна Михайловна Ведышева, медсестра.
В 1974 году окончил Пензенское художественное училище по специальности театральный художник.
В 1974—1976 годах проходил срочную военную службу в Ракетных войсках стратегического назначения.
В 1983 году окончил режиссёрский факультет Всесоюзного государственного института кинематографии (мастерская Марлена Хуциева, Сергея Скворцова).
В 1983 году начал работу на киностудии имени М. Горького в качестве режиссёра. В 1985 году снял свой первый полнометражный фильм – политический детектив «Сделка». Киновед Людмила Донец писала:

На студию недавно пришёл из хуциевской мастерской молодой режиссёр Михаил Ведышев. Сразу, надо сказать, получил работу. Единственный дебют 1985 года — это его, ведышевский дебют. Фильм «Сделка». И был бы неплохой фильм, если бы мы ничего не знали о режиссёре Ведышеве. Профессиональный, хорошо снятый, без развесистой клюквы, с убедительными героями и прочерченными отношениями. Но кто смотрел дипломный фильм Ведышева «Очерки бурсы», фильм с отпечатком истинной режиссёрской индивидуальности, а не просто свидетельство знания ремесла, тот не узнает режиссёра в элегантном, в серебристо-серой гамме, чуточку усталом политическом детективе.
Его дипломный фильм «Очерки бурсы» (1983) после досъёмок вышел в 1991 году в прокат под названием «Бурса».
На рубеже 2000-х годов был художественным руководителем спектаклей «Две стрелы» и «Люти», поставленных во Владимирском академическом театре драмы.
Скончался 22 августа 2019 года.

## Семья
Дочь — Анастасия Михайловна. Жена — Тамара Николаевна (в браке с 1994 года).

## Фильмография

### Режиссёр
- 1981 — Пряслины – учебный
- 1983 — Очерки бурсы — дипломный
- 1985 — Сделка
- 1987 — Странник
- 1989 — Кому на Руси жить…
- 1990 — Бурса
- 1992 — Сижу на нарах, как король… — документальный
- 2006 — Своя чужая сестра
- 2006 — Кромъ — сериал

### Сценарист
- 1990 — Бурса

### Актёр
- 1981 — Ночь
- 1983 — Карусельщик
- 1992 — Сижу на нарах, как король… (камео)

### Художественный руководитель
- 1999 — Две стрелы
- 2000 — Люти

## Награды и премии
- Приз за экранизацию на XIII кинофестивале ВГИК 1981 за кинофрагмент по роману Ф. Абрамова «Пряслины»
- Международный кинофестиваль в Гаване 1985 — второй приз жюри за фильм «Сделка»
- Почётный кинематографист России  (1996)